# یازدهمین دوره جوایز بفتا
 یازدهمین دوره جوایز بفتا (به انگلیسی: 11st British Academy Film Awards) در سال ۱۹۵۸ به افتخار فیلم ۱۹۵۷ در لندن برگزار شد . 

## جوایز و نامزدها
| ۱۹۵۷ 11th                    |                           |                                     |
| بهترین بازیگر مرد بریتانیایی |                           |                                     |
| الک گینس                     | پل رودخانه کوای           | Cmdr. Nicholson                     |
| پیتر فینچ                    | Windom's Way              | Alec Windom                         |
| تروور هاوارد                 | Manuela                   | James Prothero                      |
| لورنس اولیویه                | شاهزاده و مانکن           | Charles, Prince Regent of Carpathia |
| مایکل ردگریو                 | Time Without Pity         | David Graham                        |
| بهترین بازیگر مرد خارجی      |                           |                                     |
| هنری فوندا                   | 12 Angry Men              | Juror 8                             |
| ریچارد بیسهارت               | Time Limit                | Maj. Harry Cargill                  |
| پیر براسور                   | Porte des Lilas           | Juju                                |
| تونی کرتیس                   | بوی خوش موفقیت            | Sidney Falco                        |
| ژان گابن                     | La Traversé de Paris      | Grandgil                            |
| رابرت میچام                  | آسمان می‌داند، آقای الیسون | Cpl. Allison                        |
| سیدنی پوآتیه                 | Edge of the City          | Tommy Tyler                         |
| اد وین                       | The Great Man             | Paul Beaseley                       |

- بهترین بازیگر نقش اول زن خارجی  سیمون سینیوره
- بهترین بازیگر نقش اول زن بریتانیا  Heather Sears
- بهترین فیلم پل رودخانه کوای
- بهترین فیلم بریتانیا  پل رودخانه کوای
- بهترین فیلم بریتانیا  پل رودخانه کوای